# حكيمة بنت محمد الجواد
حَكِيمَةُ بِنْتُ مُحَمَّدٍ بْنِ عَلِيٍّ ٱلْهَاشِمِيَّةُ ٱلْقُرَشِيَّةُ (ق. 216 هـ / 831م - ق. 274 هـ / 887م). هيّ إحدى بنات مُحَمَّدٍ الجَوَادِ بن عَلِيٍّ الرِّضَا، وأخت عَلِيٍّ الهَادِي. وقد عاصرت أربعةً من أَئِمَّةِ الشِّيْعَةِ الِاثْنَيْ عَشَرِيَّةِ، هم: مُحَمَّدُ الجَوَادُ، عَلِيُّ الهَادِي، الحَسَنُ العَسْكَرِيُّ ومُحَمَّدُ المَهْدِي. كان أَئِمَّةُ الِاثْنَيْ عَشَرِيَّةِ يعتمدون عليها في الأمور المُهِمة وبَيْنَهُمَا علاقات وثيقة. ولهذا لها مكانة سامِيَة عند الِاثْنَيْ عَشَرِيَّةِ ويثقون بما ترويه. توفيت في مدينة سَامَرَّاءَ بِالعِرَاقِ، ودفنت بجوار العَسْكَرِيَّيْنِ.
لُقبت بِـ«خَاتُون»، وهو لقب فَارِسِيُّ - تُرْكِيُّ الأصل، يُطلق على المرأة الجليلة أو السيدة ذات الشأن العالي، وكان هذا اللقب شائعًا في أوساط الْعَلَوِيَّاتِ الشَّرِيفَاتِ آنذاك.

## نسبها
- هي: حكيمة بنت محمد بن علي بن موسى بن جعفر بن محمد بن علي بن الحسين بن علي بن أبي طالب بن عبد المطلب بن هاشم بن عبد مناف بن قصي بن كلاب بن مرة بن كعب بن لؤي بن غالب بن فهر بن مالك بن النضر جد قريش بن كنانة بن خزيمة بن مدركة بن إلياس بن مضر بن نزار بن معد بن عدنان.[2]

- أمها: أم ولد واسمها سمانة، ويقال لها سمانة المغربية، ولها أسماء أخرى كسوسن وجمانة، وتكنّى بأُم الفضل. و يروي أبو جعفر الطبري الإمامي وغيره بالإسناد عن محمد بن الفرج بن إبراهيم بن عبد الله بن جعفر، قال: دعاني أبو جعفر محمد بن علي بن موسى، فأعلمني أن قافلة قد قدمت وفيها نخّاس معه جَوارٍ، ودفع إلي سبعين ديناراً، وأمرني بابتياع جارية وصفها لي، فمضيت وعملت بما أمرني به، فكانت تلك الجاريةُ أم أبي الحسن.[3]

## مناقبها
عاصرت حكيمة أربعة من الأئمة الشيعة وكانت لها مكانة سامية عندهم حيث كلّفها علي الهادي أمر تعليم الفرائض وأحكام الشريعة لنرجس والدة المهدي، فقامت بدورها. كما أنها قامت بدور القابلة في ولادة المهدي وقد تولّت أمر نرجس في ساعة الولادة، وفي عصر الغيبة الصغرى كانت من سفراء المهدي، فكانت تنقل الرسائل والأسئلة إليه وتحمل تواقيع الإمام إليهم. كما أنها روت بعض الأحاديث، وأحاديثها موثوقة عند الشيعة.
تُعدّ حكيمة بنت الجواد من النساء المرموقات في البيت العلوي، وقد حظيت بثقة الأئمة، لا سيما علي الهادي والحسن العسكري، حيث كُلِّفت برعاية بعض الأمور الخاصة داخل بيت الإمامة، ومنها الإشراف على ولادة محمد المهدي. وقد ورد عن الإمام العسكري قوله فيها:
| حكيمة بنت محمد الجواد | يا عمة، اجعلي إفطارك هذه الليلة عندنا، فإنها ليلة النصف من شعبان، فإن الله تبارك وتعالى سيظهر في هذه الليلة الحجة، وهو حجته في أرضه... | حكيمة بنت محمد الجواد |

### في الثقافة الشيعية
تُعدّ حكيمة رمزًا للمرأة الصالحة العالمة في التاريخ الإسلامي الشيعي، ويُحتفى بذكرها في مناسبات مولد المهدي، وتُذكر ضمن نساء أهل البيت اللاتي ساهمن في حفظ الدين ونقل الإمامة، مثل زينب بنت علي وفاطمة بنت الحسين.

## روايتها للحديث
نقلت حكيمة عددًا من الأحاديث عن أبيها محمد الجواد وأخيها علي الهادي وابن أخيها الحسن العسكري. وقد أوردها الكليني في كتابه الكافي، والصدوق في كمال الدين، والطوسي في الغيبة، كما نقل عنها الشيخ المفيد في بعض كتبه.
ومن أشهر الروايات المنقولة عنها:
- روايتها لولادة محمد المهدي.
- رواية عن أخيها الهادي في الإمامة.
- روايات في فضل زيارة الحسين بن علي.[8]

## وفاتها

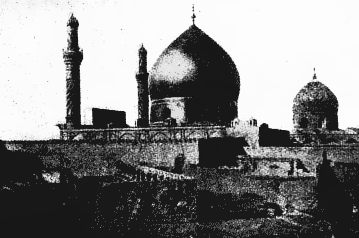
صورة قديمة للمرقد الإمام علي الهادي والإمام الحسن العسكري والسيدة نرجس و حكيمة بنت محمد.

توفيت حكيمة بنت محمد الجواد كانت سنة 274 هـ في سامراء، ودفنت في مقام ضريح العسكريين عند رجليهما، ويحظى بتقديس عند الزائرين، ويذكرها الزائرون ضمن زيارتهم للروضة العسكرية، وقد ورد ذكرها في بعض كتب الزيارة.

## من أقوال العلماء فيها
- قال العلامة المجلسي في بحار الأنوار: «ثمّ إعلم أنّ في القبة الشريفة قبراً منسوباً إلى النجيبة الكريمة العالمة الفاضلة التقية الرضية، حكيمة بنت أبي جعفر الجواد، ولا أدري لِم لَم يتعرّضوا لزيارتها مع ظهور فضلها وجلالتها».[10]
- وقال عنها الشيخ باقر شريف القرشي: «وهي من العلويات العابدات التي تضارع جدّتها سيّدة نساء العالمين فاطمة الزهراء في عفّتها وطهارتها».[11]
- وقال السيّد محسن الأمين عنها: «كانت من الصالحات العابدات القانتات».[12]
- قال الشيخ عباس القمي في كتابه مفاتيح الجنان : «إنّ كُتب الزيارة لم تخصّها بزيارة خاصّة مع مالها من رفيع المنزلة، فينبغي أن تُزار بالزيارة العامّة لأولاد الأئمّة، أو تُزار بما ورد لزيارة عمّتها الكريمة فاطمة بنت موسى.»[13]